# Воскресинцы (Ивано-Франковский район)
Воскресинцы (укр. Воскресинці) — село в Рогатинской городской общине Ивано-Франковского района Ивано-Франковской области Украины.
Население по переписи 2001 года составляло 698 человек. Занимает площадь 7,682 км². Почтовый индекс — 77034. Телефонный код — 03435.